# Vogtländischer Krieg
Der Vogtländische Krieg dauerte von 1354 bis 1357. Dabei verloren die Vögte von Weida, Gera und Plauen den Großteil ihres Besitzes an Kaiser Karl IV. und die Wettiner.

## Vorgeschichte
Das Geschlecht der Vögte, das dem Vogtland seinen Namen gab, ging auf die Vögte von Weida zurück und hatte die Nebenzweige der Vögte von Plauen, der Vögte von Gera und der Reußen von Greiz gebildet. Die Vögte waren unter den Staufern von Reichsbeamten zu Landesherren aufgestiegen und hatten als „Vögte“ des Quedlinburger Stifts über dessen Geraer Ländereien die Amtsbezeichnung als Familiennamen und Titel übernommen, erstmals Heinrich II. der Reiche von Weida, Gera, Plauen und Greiz im Jahr 1209. Der römisch-deutsche König Rudolf I. erkannte sie als Landesherren an und Kaiser Ludwig IV. (Ludwig der Bayer) bestätigte dies 1329 in der „Vogtländischen Goldenen Bulle“. Damit galten die Vögte als reichsunmittelbar und waren nur noch dem Herrscher des Heiligen Römischen Reiches unterstellt.
Bis Mitte des 13. Jahrhunderts agierten die Häupter der gesamten Vogtsfamilie nach außen hin einheitlich und erweiterten ihre terra advocatorum (das Territorium der Vögte) erheblich. Im Jahr 1350 erstreckte sich das Land der vier Vogtslinien etwa bis Ronneburg, Gera und Schmölln im Norden, im Osten bis hinter Werdau, im Süden bis an die heutige Landesgrenze zu Tschechien und im Westen bis Lobenstein. Umgeben war es von mächtigen Herrschern. Im Norden von den Markgrafen von Meißen (und Landgrafen von Thüringen), im Südosten von den Königen von Böhmen und im Südwesten von den Burggrafen von Nürnberg.
Im 14. Jahrhundert fielen die Vögte jedoch den expansiven Bestrebungen ihrer Nachbarn, der Markgrafen von Meißen und der Könige von Böhmen, zum Opfer: Die Vogtlinien schlossen teils gegeneinander zielende Bündnisse mit den beiden Nachbarn. Die Vögte von Plauen stellten sich unter die Lehnshoheit der böhmischen Könige und damit unter den Schutz von König Johann, während die Vögte von Weida und die Vögte von Gera sich den Wettinern anschlossen.

## Der Krieg
Im Jahr 1347 wurde Karl I., der spätere römisch-deutsche Kaiser Karl IV., König von Böhmen. Er verfolgte vor allem eine Politik der Stärkung der Hausmacht seines Geschlechtes, der Luxemburger. Die Wettiner wollten ihr Territorium ebenfalls vergrößern. Als im Jahr 1354 Landgraf Friedrich der Strenge bemängelte, dass die Vögte das Raubrittertum unterstützen würden, gab dies Anlass für eine gemeinsame Vergeltungsaktion. Auf Ersuchen Karls IV. nahmen an dieser Aktion auch Erfurt und andere thüringische Städte wie Mühlhausen und Nordhausen teil. Im Verlauf des Krieges sollen im Vogtland mindestens sechzig Burgen vernichtet worden sein. Teilweise wurden sie, wie z. B. in Elsterberg, auch geschleift, obwohl sie vorher zum „offenen Haus“ erklärt wurden. Die Vögte hatten dem Gewaltakt, auch auf Grund immer höherer Schulden, nicht viel entgegenzusetzen. Die Städte werden sich von den größeren Mächten einen besseren Schutz ihrer Handelswege erhofft haben. Ob sich das Raubritterwesen unter den Ministerialen der Vögte tatsächlich stärker ausgebreitet hatte als in den Nachbarländern – und es sich nach der Eroberung durch diese verbesserte – oder ob es sich im gesamtpolitischen Kontext überwiegend um einen Vorwand handelte, bleibt zu erforschen.

## Auswirkungen
Infolge des Krieges verloren die Plauener Vögte fast den gesamten Besitz. Die Städte Mylau und Reichenbach der jüngeren Linie fielen an den böhmischen König, der seinen Anspruch mit einer Schenkungsurkunde König Friedrichs II. von 1212 begründete. Außerdem mussten sie die Wettiner als Landesherren über den restlichen Besitz anerkennen.
Heinrich IV. aus der älteren Linie musste seine Besitztümer verkaufen. Adorf, Auma, Gattendorf, Hirschberg, Markneukirchen, Mühltroff, Neuberg (Podhradí), Pausa, Sachsgrün, Schönberg, Triptis, Voigtsberg und Ziegenrück gingen an die Wettiner. Heinrich IV. selbst wurde vertrieben und besaß am Ende nur noch ein Freihaus in Dresden.
Auch die Geraer Vögte mussten die Wettiner als Herren anerkennen. Die Weidaer Vögte verloren ihre Stadt Hof und das Regnitzland an die Burggrafen von Nürnberg. Sie waren den Nürnbergern zwar schon seit 1318 lehnspflichtig, doch hatten diese bisher keinen großen Einfluss. 1354 mussten die Weidaer ihren Lehnseid erneuern. 1373 verkaufte Heinrich von Weida Hof und das Regnitzland endgültig an die Nürnberger Burggrafen.
Die Vögte versanken zunehmend in der politischen Bedeutungslosigkeit. Auch ihr Titel starb langsam aus. Ab der Mitte des 14. Jahrhunderts ließen sie sich nur noch mit „Herren“ anreden.